# 韓國互聯網振興院
韓國互聯網振興院（：／，KISA）是南韓科學技術情報通信部之下的組織，於2009年7月成立，除了分配管理南韓的IPv4／IPv6網域空間，管理.kr國家地區代碼頂級域的網址申請，亦負責南韓的網絡安全，以及運作韓國電腦緊急應變協調中心（Korea Computer Emergency Response Team Coordination Center，KrCERT/CC）。
KISA有四個海外辦事處，分別位於中東的阿曼、東南亞的印尼、拉丁美洲的哥斯達黎加和非洲的坦桑尼亞。

## 外部連結
- 官方網站 （页面存档备份，存于）